# Geografie van Groenland
Groenland ligt tussen de Noordelijke IJszee en de Atlantische Oceaan. Het grondgebied bestaat uit het eiland Groenland en meer dan honderd andere kleinere eilanden en scheren. De kustlijn van Groenland is 44.087 kilometer lang. Het beschikt over 's werelds een na grootste ijskap.
Vegetatie is over het algemeen schaars, het enige stuk land waar bomen groeien is in het zuidelijkste puntje van de voormalige gemeente Nanortalik.
Groenland heeft voor het grootste deel een poolklimaat in het binnenland en een toendraklimaat langs de kust. De temperatuur in de winter kan zakken tot −50 °C in het binnenland. In de zomer is de temperatuur in het binnenland circa −10 °C en langs de kusten 0 tot 10 °C. Aan de zuidwestkust kan het in de zomer soms tegen de 20 °C worden. Het hoogste punt is de top van de Gunnbjørn Fjeld met een hoogte van 3.694 meter. Zink, ijzererts, kool, molybdeen, goud, platinum, uranium, waterkracht en vis zijn allemaal natuurlijke hulpbronnen op het eiland. De volgende gegevens over de geografie van Groenland zijn bekend.
Langs de kust van Groenland wonen de Inuit (spreek uit als ie-nwiet) Inuit betekent mensen of volk. In het verleden werd de benaming eskimo’s gebruikt.

## Oppervlakte
Totaal: 2.166.086 km²

Land: 2.166.086 km² (waarvan 1.755.637 km² bedekt is met ijs en 410.449 km² niet)

## Maritieme claims
Territoriale wateren: 3 zeemijl (5,6 kilometer)

Exclusieve economische zone: 200 zeemijl (370,4 kilometer)

## Grondgebruik
Landbouwgrond: ongeveer 0%; al zijn er stukken grond die worden gebruikt voor de opslag van kuilvoer

Teelgrond: ongeveer 0%

Anders: ongeveer 100%

## Extreme punten
Dit is een lijst van de extreme punten in Groenland.

### Geografische breedte en lengte
- Noordelijkste punt: Kaffeklubbeneiland (83°40'N)
- Zuidelijkste punt: Naamloos eiland 2,3 kilometer ten zuiden van Kaap Vaarwel. (59°44'N)
- Westelijkste punt: Nordvestø (73°10'W)
- Oostelijkste punt: Nordostrundingen

### Hoogte
- Hoogste punt: Gunnbjørn Fjeld, 3.694 meter
- Laagste punt: geen (zeeniveau)

## Steden
Groenland heeft 18 steden met meer dan 500 inwoners. Nuuk is verreweg de grootste met een inwonersaantal van 15.000. In Groenland wonen 56.000 mensen.
- Aasiaat
- Ilulissat
- Ittoqqortoormiit
- Kangaatsiaq
- Maniitsoq
- Nanortalik
- Narsaq
- Narsarsuaq
- Nuuk
- Paamiut
- Qaanaaq
- Qaqortoq
- Qasigiannguit
- Qeqertarsuaq
- Sisimiut
- Tasiilaq
- Upernavik
- Uummannaq

## Galerij

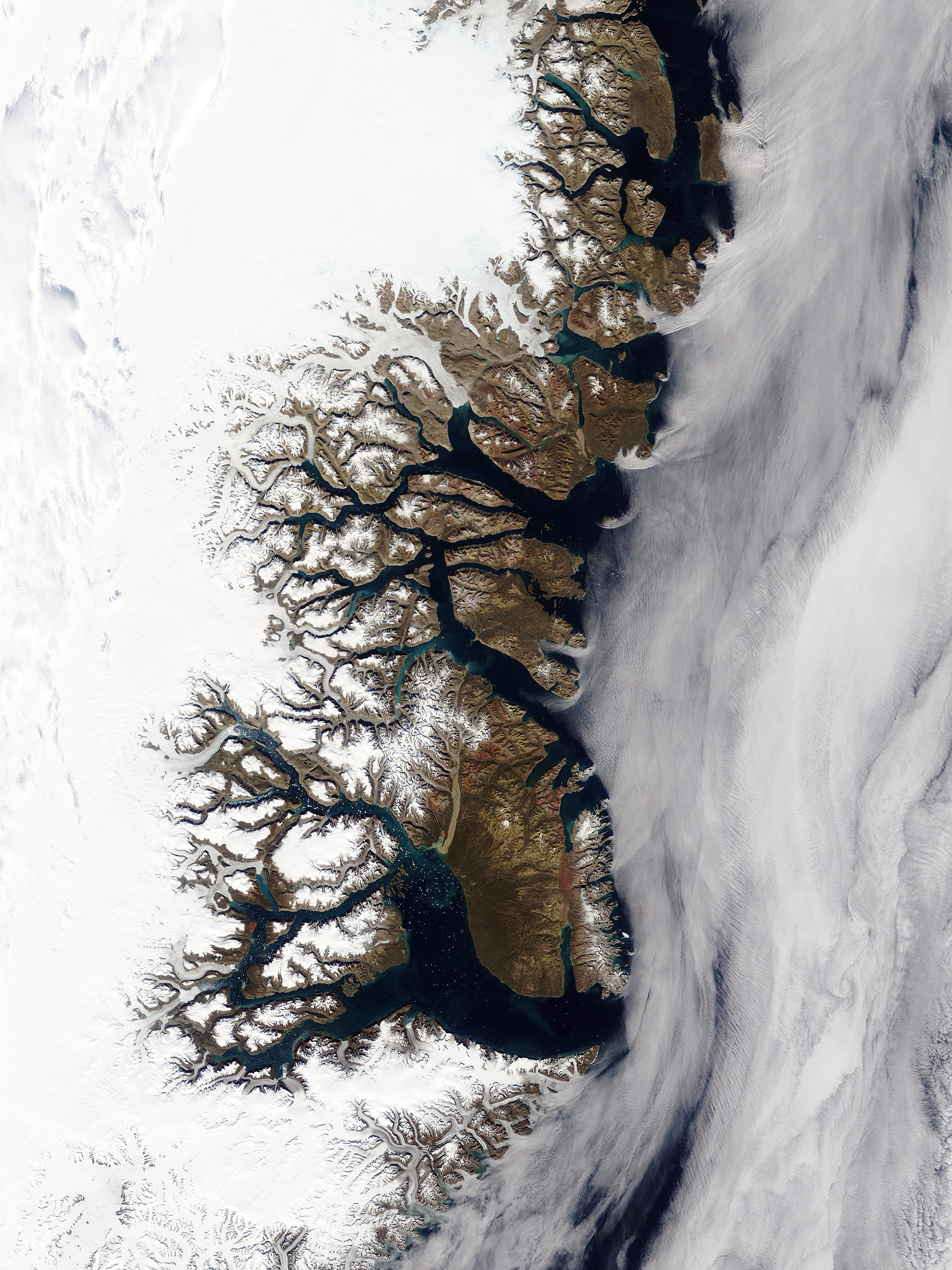
De kustlijn van Oost-Groenland met zijn vele fjorden
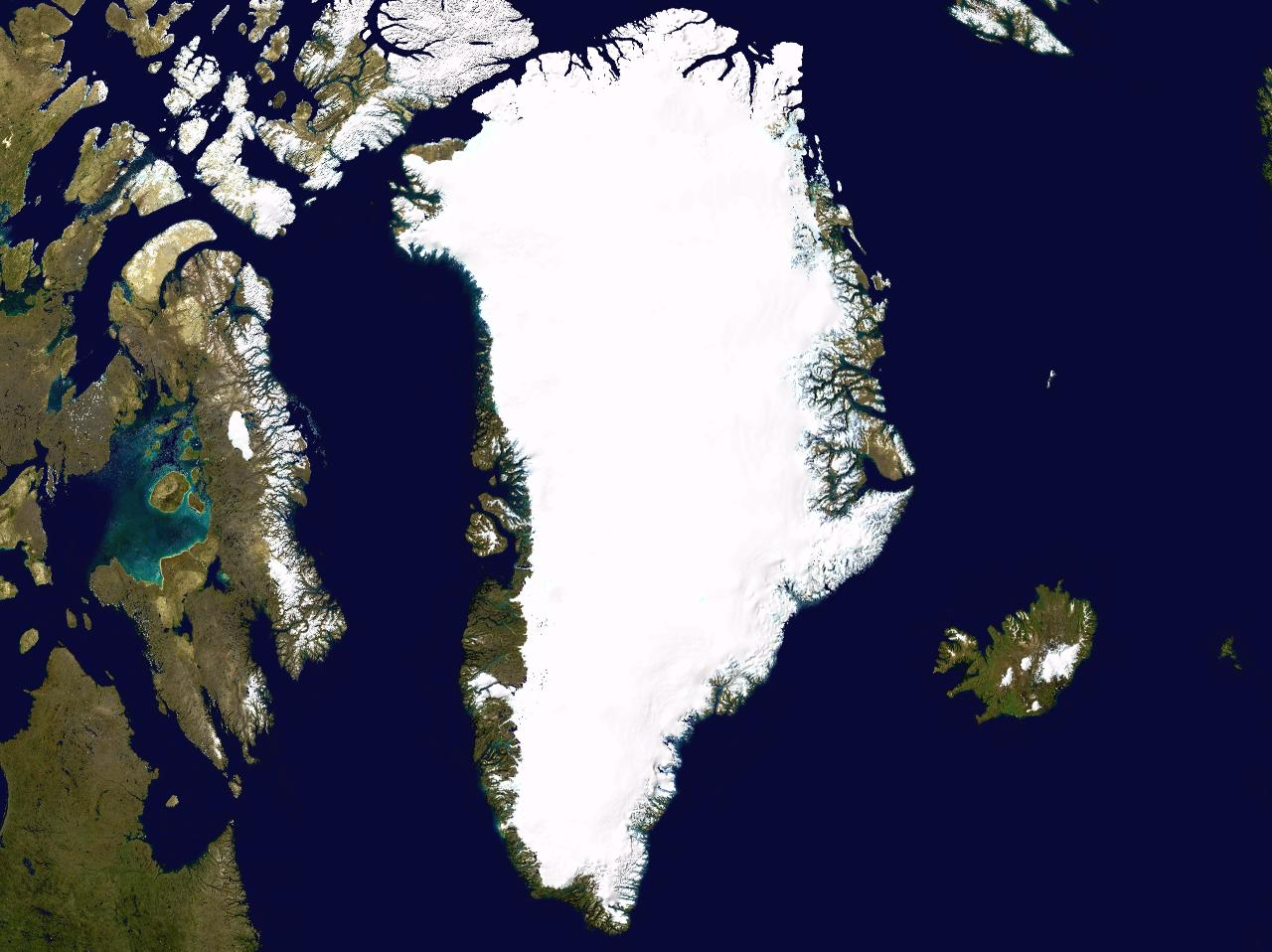
Een satellietfoto van Groenland
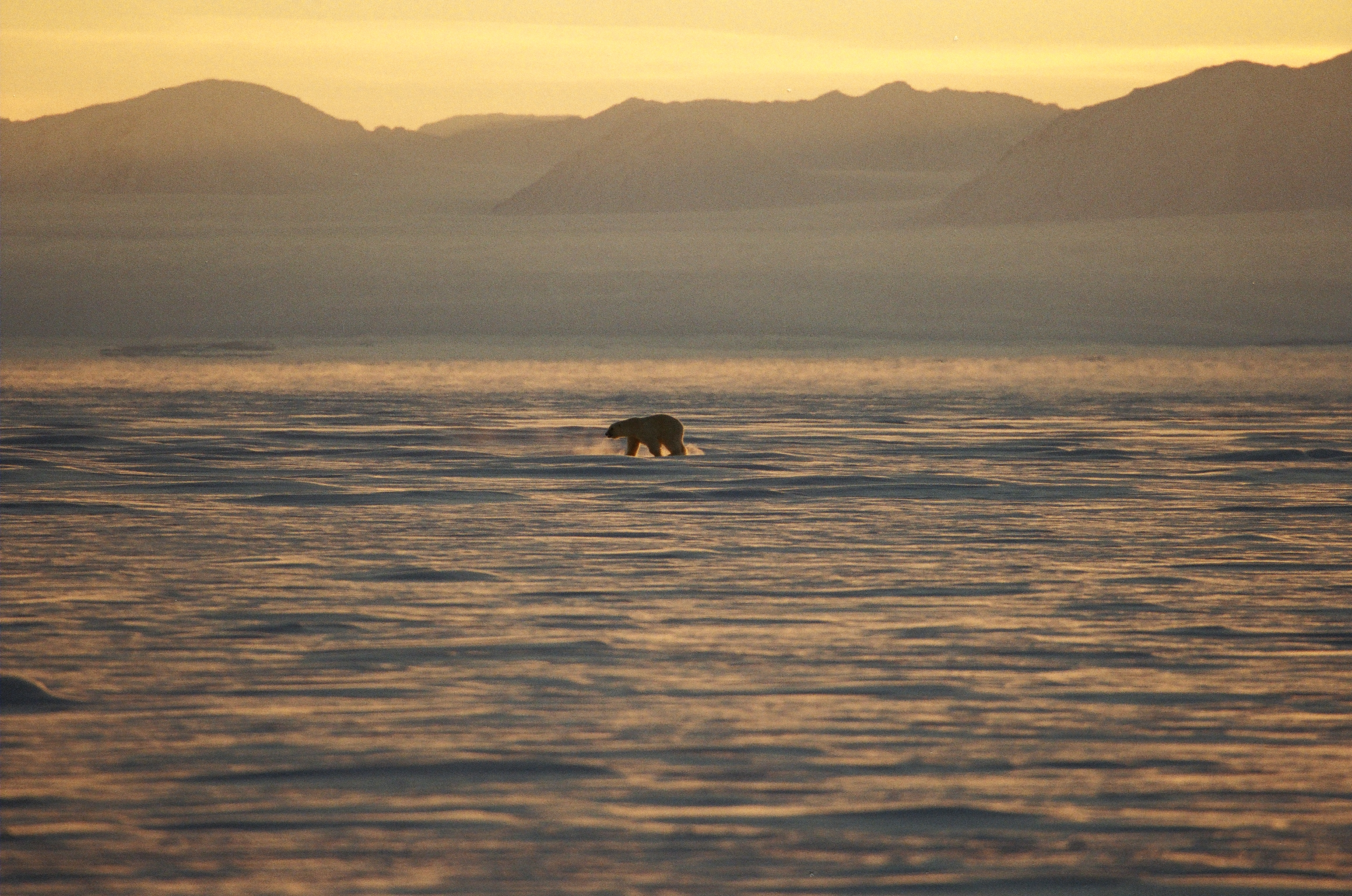
Een ijsbeer op de oostkust van Groenland
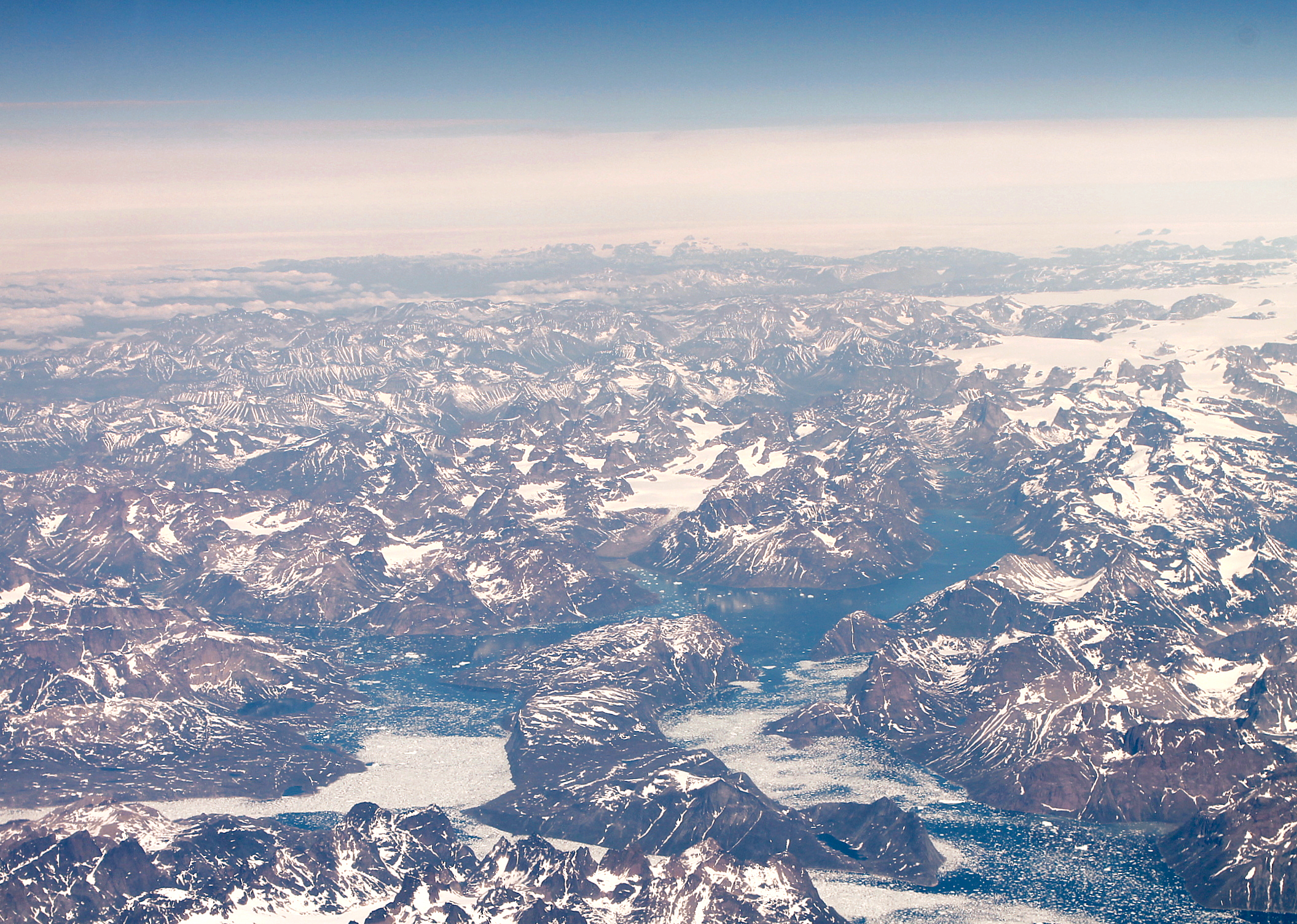
Bergen in Zuid-Groenland